# ساندر پوری
ساندر پوری (استونیایی: Sander Puri؛ زادهٔ ۷ مهٔ ۱۹۸۸) بازیکن فوتبال اهل استونی است.
از باشگاه‌هایی که در آن بازی کرده‌است می‌توان به باشگاه فوتبال اسلایگو راورز، باشگاه فوتبال لوادیا تالین، باشگاه فوتبال یورک سیتی، باشگاه فوتبال لاریسا، و باشگاه فوتبال سنت میرن اشاره کرد.
وی همچنین در تیم‌های ملی فوتبال زیر ۲۱ سال استونی و استونی بازی کرده‌است.